# Noël Dorion
Noël Dorion PC (* 24. Juli 1904 in Charlesbourg, Québec; † 9. März 1980) war ein kanadischer Rechtsanwalt, Hochschullehrer und Politiker der Progressiv-konservativen Partei Kanadas, der Abgeordneter des Unterhauses sowie zeitweise Minister war.

## Leben
Dorion absolvierte nach dem Schulbesuch zunächst ein grundständiges Studium, das er mit einem Bachelor of Arts (B.A.) abschloss. Ein darauf folgendes Studium der Rechtswissenschaften beendete er mit einem Doktor der Rechte (LL.D.) und war nach seiner anwaltlichen Zulassung als Rechtsanwalt tätig. Seine politische Laufbahn begann Dorion in der Kommunalpolitik als er zwischen 1942 und 1949 Alderman (Beigeordneter) von Sainte-Foy war.
Bei der Unterhauswahl vom 11. Juni 1945 bewarb sich Dorion als Parteiloser im Wahlkreis Québec East ohne Erfolg für ein Mandat im Unterhaus. Später hatte er eine Professur für Rechtswissenschaften inne und verfasste mit La constitution canadienne (1955) ein Lehrbuch über die Verfassung von Kanada.
Bei der Unterhauswahl vom 31. März 1958 wurde er im Wahlkreis Bellechasse als Abgeordneter in das Unterhaus gewählt, verlor dieses Mandat aber bereits bei der darauf folgenden Wahl am 18. Juni 1962 und schied wieder aus dem Unterhaus aus. Während seiner Parlamentszugehörigkeit war er vom 14. Januar bis zum 10. August 1960 Vize-Vorsitzender des Sonderausschusses für Menschenrechte und Grundfreiheiten sowie zeitgleich Co-Vorsitzender des Gemeinsamen Ausschusses des Parlaments von Kanada für Indianerangelegenheiten.
Am 11. Oktober 1960 wurde Dorion von Premierminister John Diefenbaker zum Staatssekretär für Kanada in das 18. Kabinett Kanadas berufen, dem er bis zum 5. Juli 1962 angehörte. Zugleich fungierte er vom 28. Dezember 1961 bis zum 5. Juli 1962 als Präsident des Kronrates.
Nach seinem Ausscheiden aus Regierung und Unterhaus war er wieder als Hochschullehrer und Rechtsanwalt tätig.
Zwei ältere Brüder von ihm waren ebenfalls Abgeordnete des Unterhauses, und zwar Charles Napoléon Dorion (1887–1978) zwischen 1930 und 1935 und Frédéric Dorion (1898–1981) von 1942 bis 1949.

## Veröffentlichungen
- La constitution canadienne, Montréal, 1955